# Foundling Museum
Le Foundling Museum, situé Brunswick Square, à Londres, présente l'histoire du Foundling Hospital, le premier foyer britannique pour enfants menacés d'abandon. 
Le musée abrite la collection du Foundling Hospital, d'importance nationale, ainsi que la collection Gerald Coke Handel, une collection d'importance internationale de documents relatifs à Haendel et à ses contemporains. Après une rénovation majeure du bâtiment, le musée ouvre ses portes au public en juin 2004.
Le musée explore l'histoire du Foundling Hospital, qui se poursuit aujourd'hui sous le nom Thomas Coram Foundation for Children (en). Des artistes tels que William Hogarth et le compositeur Georg Friedrich Haendel sont au cœur de l'histoire de l'hôpital et aujourd'hui, le musée célèbre la manière dont les créateurs ont contribué à améliorer la vie des enfants depuis plus de 275 ans. Il est membre du The London Museums of Health and Medicine (en).